# Jana Hlaváčková
Jana Hlaváčková (* 22. Mai 1981 in Pilsen, damals Tschechoslowakei) ist eine ehemalige tschechische Tennisspielerin.

## Karriere
Jana ist die ältere Schwester von Andrea Hlaváčková, die ebenfalls Tennisspielerin ist. Sie gewann in ihrer Karriere fünf Einzel- und einen Doppeltitel auf dem ITF Women’s Circuit. 2003 spielte sie die Qualifikation der US Open, scheiterte aber bereits im ersten Match.
Ihre höchsten Weltranglistenpositionen erreichte sie im Einzel mit Platz 202 und im Doppel mit Platz 193. 2006 beendete sie ihre Tennislaufbahn.